# Phragmatobia brunnea
Phragmatobia brunnea là một loài bướm đêm thuộc phân họ Arctiinae, họ Erebidae.